# Структурна карта
Карта структурна (рос. карта структурная; англ. structural map; нім. Strukturkarte f) — у геології — зображення в ізогіпсах рельєфу певної підземної поверхні (покрівлі, підошви) продуктивного пласта, маркуючого горизонту, що дають чітке уявлення про геологічну будову надр (їх тектоніку).